# Chris Atkinson
Chris Atkinson (nacido el 30 de noviembre de 1979 en Bega, Nueva Gales del Sur, Australia) es un piloto de rally que ha participado en el Campeonato Mundial de Rally desde el año 2004. Perteneció al equipo oficial de Subaru desde 2005 hasta 2008. En 2009 compitió con el equipo semioficial Citroën Junior Team. Su mejor resultado fue un segundo lugar en el Rally de México de 2008. También compitió en el Intercontinental Rally Challenge y el Campeonato Asia-Pacífico de Rally. En 2013 regresó al campeonato del mundo y en 2014 fichó por Hyundai.

## Trayectoria

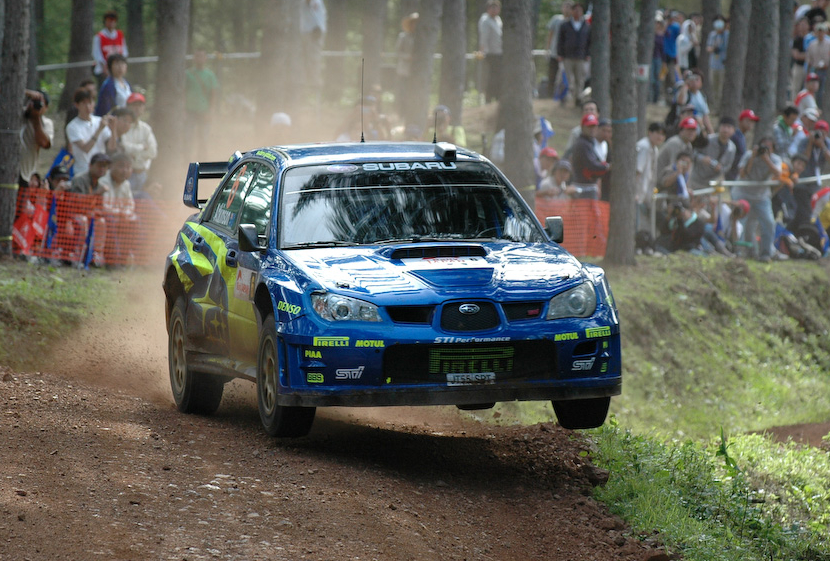
Atkinson en el Rally de Japón de 2006

El primer rally en el que participó fue el Rally de Nueva Zelanda de 2004, en un Subaru Impreza WRX STI privado. Para 2005 obtuvo un contrato con Subaru para conducir con el campeón mundial Petter Solberg. Finalizando en decimosegundo lugar en la clasificación general con 13 puntos. Sus mejores resultados han sido un tercer lugar en el Rally de Japón y un cuarto en el Rally de Australia.
En la temporada 2007 tuvo un magnífico inicio calando con esto las críticas que se le hacían al piloto quedando en séptimo lugar en la clasificación general del campeonato.
En 2008, ha tenido un buen inicio ya que consiguió un tercer lugar en el Rally de Montecarlo y un segundo lugar en el Rally México.

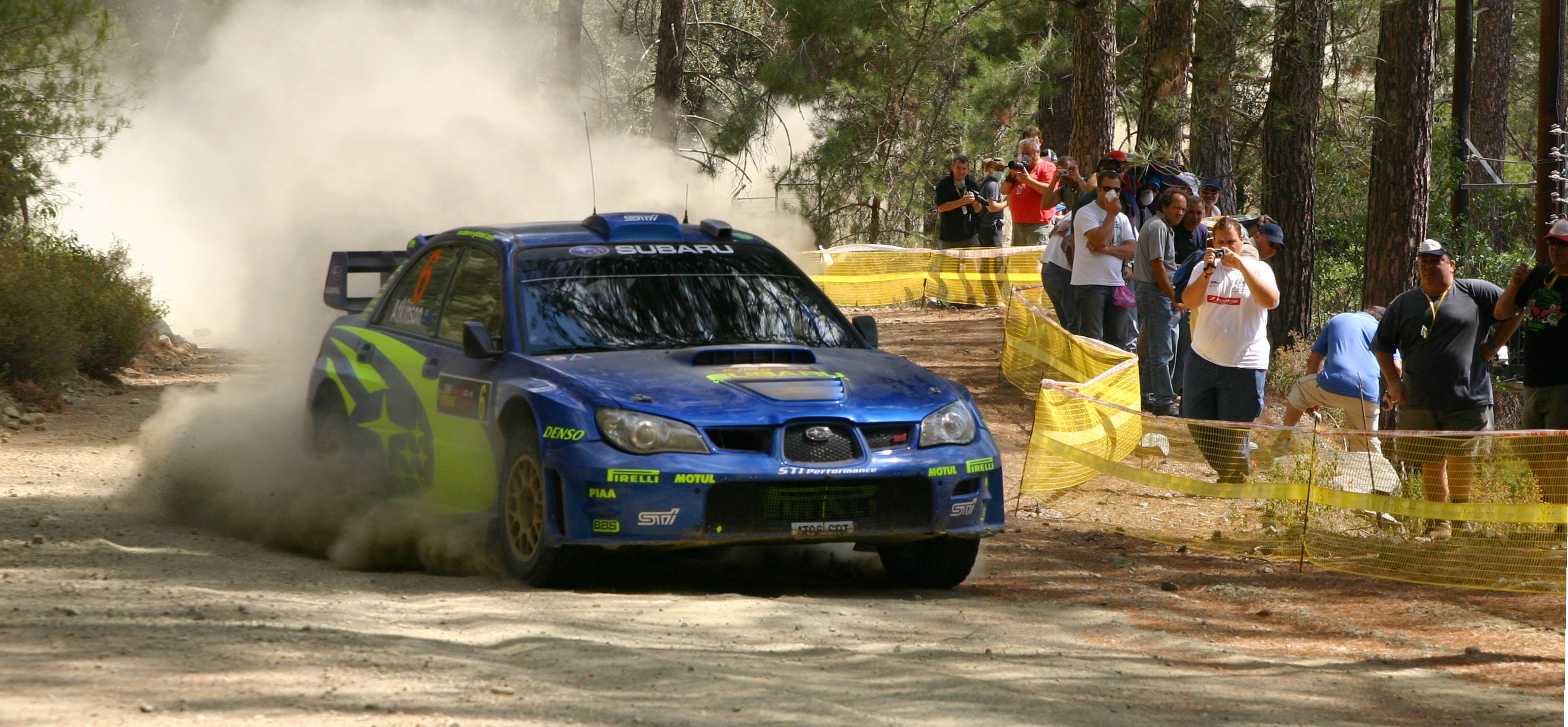
Atkinson en el Rally de Grecia.

Tras la retirada para 2009 de Subaru World Rally Team por la falta de presupuestos dada la crisis económica mundial, Atkinson participó en el Citroën Junior Team, el equipo satélite de Citroën, con el que sólo disputó la primera cita, el Rally de Irlanda, donde lograría un quinto puesto. Con la entrada de Sebastien Ogier en el filial de Citroën, Chris se quedó sin asiento.

### Asia Pacific Rally Championship (APRC)
En abril de 2010, Chris Atkinson se unió al Proton R3 Rally Team. Compitiendo en el APRC, Atkinson piloto un Proton Satria  Super 2000, teniendo a Stephane Prevot como copiloto y compañero de equipo al hermano de Colin McRae, Alister McRae.
Atkinson dominó en 2011 el APRC, ganando el Rally de Malaisia, Rallye de Nouvelle Caledonia y el Rally de Whangarei.
Chris Atkinson compitió en Asia Pacífico 2012 en el equipo MRF. Atkinson participó con un Skoda Fabia S2000, con quien se proclamó junto a su copiloto Stephane Prevot los Campeones del Campeonato Asia Pacífico en 2012.
Dos victorias en cinco eventos incluyendo la victoria en su rally de casa, el Brakes Direct Rally de Queensland, en mayo. Fue un año duro para Atkinson alternando apariciones en APRC y WRC. Atkinson se une a la lista de antiguos campeones del APRC tales como Carlos Sainz, Possum Bourne y Rod Millen.

### Regreso al mundial
En 2012 el australiano regresó al campeonato del mundo, en esta ocasión como segundo piloto del equipo Monster World Rally Team, pilotando un Ford Fiesta RS WRC. Más tarde, sustituyó a Nasser Al-Attiyah en el Qatar World Rally Team para el Rally de Finlandia con un Citroën DS3 WRC y posteriormente firmó con Motorsport Italia para los últimos cinco rallies pilotando un Mini John Cooper Works WRC del Portugal World Rally Team reemplazando así a Armindo Araujo.

### 2013
En 2013 participó en el Rally de México a bordo de un Citroën DS3 WRC del equipo Abu Dhabi Citroën WRT.

## Resultados
| Año  | Equipo                      | Vehículo                   | 1       | 2       | 3       | 4      | 5       | 6      | 7       | 8      | 9       | 10     | 11      | 12    | 13      | 14      | 15      | 16    | Posic. | Puntos |
| ---- | --------------------------- | -------------------------- | ------- | ------- | ------- | ------ | ------- | ------ | ------- | ------ | ------- | ------ | ------- | ----- | ------- | ------- | ------- | ----- | ------ | ------ |
| 2004 | Chris Atkinson              | Subaru Impreza WRX STI     | NZL Ret | FIN 33  |         | AUS 5  |         |        |         |        |         |        |         |       |         |         |         |       | 16º    | 4      |
| 2004 | Chris Atkinson              | Suzuki Ignis S1600         |         |         | JPN 12  |        |         |        |         |        |         |        |         |       |         |         |         |       | 16º    | 4      |
| 2005 | Subaru World Rally Team     | Subaru Impreza WRC2004     | SWE 19  |         |         |        |         |        |         |        |         |        |         |       |         |         |         |       | 12º    | 13     |
| 2005 | Subaru World Rally Team     | Subaru Impreza WRC2005     |         | MEX Ret | NZL 7   | ITA 18 | CYP 10  | TUR 24 | GRE Ret | ARG 9  | FIN Ret | GER 11 | GBR 38  | JPN 3 | FRA Ret | ESP 9   | AUS 4   |       | 12º    | 13     |
| 2006 | Subaru Rally Team Australia | Subaru Impreza WRC2005     | MON 6   |         |         | ESP 11 | FRA 13  |        |         |        | GER 8   |        |         |       |         |         |         |       | 10º    | 20     |
| 2006 | Subaru World Rally Team     | Subaru Impreza WRC2006     |         | SWE 11  | MEX 7   |        |         | ARG 6  | ITA 10  | GRE 11 |         | FIN 13 | JPN 4   | CYP 9 | TUR 6   | AUS 9   | NZL Ret | GBR 6 | 10º    | 20     |
| 2007 | Subaru World Rally Team     | Subaru Impreza WRC2006     | MON 4   | SWE 8   | NOR 19  |        |         |        |         |        |         |        |         |       |         |         |         |       | 7º     | 31     |
| 2007 | Subaru World Rally Team     | Subaru Impreza WRC2007     |         |         |         | MEX 5  | POR Ret | ARG 7  | ITA 10  | GRE 6  | FIN 4   | GER 15 | NZL 4   | ESP 8 | FRA 6   | JPN Ret | IRE 42  | GBR 7 | 7º     | 31     |
| 2008 | Subaru World Rally Team     | Subaru Impreza WRC2007     | MON 3   | SWE 21  | MEX 2   | ARG 2  | JOR 3   | ITA 6  |         |        |         |        |         |       |         |         |         |       | 5º     | 50     |
| 2008 | Subaru World Rally Team     | Subaru Impreza WRC2008     |         |         |         |        |         |        | GRE Ret | TUR 13 | FIN 3   | GER 6  | NZL Ret | ESP 7 | FRA 6   | JPN 4   | GBR Ret |       | 5º     | 50     |
| 2009 | Citroën Junior Team         | Citroën C4 WRC             | IRE 5   |         |         |        |         |        |         |        |         |        |         |       |         |         |         |       | 14º    | 4      |
| 2012 | Monster World Rally Team    | Ford Fiesta RS WRC         | MON     | SUE WD  | MEX Ret | POR    | ARG     | GRE    | NZL     |        |         |        |         |       |         |         |         |       | 13º    | 28     |
| 2012 | Qatar World Rally Team      | Citroën DS3 WRC            |         |         |         |        |         |        |         | FIN 39 |         |        |         |       |         |         |         |       | 13º    | 28     |
| 2012 | WRC Team Mini Portugal      | Mini John Cooper Works WRC |         |         |         |        |         |        |         |        | DEU 5   | GBR 11 | FRA 8   | ITA 6 | ESP 7   |         |         |       | 13º    | 28     |
| 2013 | Abu Dhabi Citroën Total WRT | Citroën DS3 WRC            | MON     | SWE     | MEX 6   | POR    | ARG     | GRE    | ITA     | FIN    | DEU     | AUS    | FRA     | ESP   | GBR     |         |         |       | 12º    | 8      |
| 2014 | Hyundai                     | Hyundai i20 WRC            | MON     | SWE     | MEX 7   | POR    | ARG     | ITA    | POL     | FIN    | DEU     | AUS 10 | FRA     | ESP   | GBR     |         |         |       | 18º    | 7      |